# Meedhoo (Raa-atol)
Meedhoo is een van de bewoonde eilanden van het Raa-atol behorende tot de Maldiven.

## Demografie
Meedhoo telt (stand september 2006) 782 vrouwen en 934 mannen.